# 苏甲乡
苏甲乡，是中华人民共和国云南省昭通市昭阳区下辖的一个乡镇级行政单位。

## 行政区划
苏甲乡下辖以下地区：
苏甲村、布初村、鱼坝村、桂花箐村、水井村、车噜村、井底村、小松树村、布兴村、梨园村、新店子村和瓜寨村。